# Albert von Kölliker
Rudolph Albert von Kölliker (Zurique, 6 de julho de 1817 — Würzburg, 2 de novembro de 1905) foi um anatomista, biólogo e fisiologista suíço.

## Biografia
Albert von Kölliker começou seus estudos na Universidade de Zurique em 1836. Após dois anos transferiu-se para a Universidade de Bonn, e mais tarde para a Universidade de Berlim, onde foi aluno dos fisiologistas Johannes Peter Müller e Friedrich Gustav Jakob Henle. Graduou-se em filosofia em Zurique em 1841, e em medicina na Universidade de Heidelberg em 1842.
O seu primeiro emprego acadêmico foi como assistente de dissecações anatômicas junto de Henle; porém este emprego foi curto porque, em 1844, a Universidade de Zurique convidou-o a ocupar a cadeira de professor extraordinário de fisiologia e de anatomia comparada, onde sua estadia foi curta. Em 1847, devido à sua reputação crescente, foi-lhe oferecido o posto de professor na Universidade de Wurtzburgo, onde passou a lecionar as disciplinas de fisiologia e de anatomia microscópica e comparativa.
Estudou particularmente as medusas e outros organismos similares.
Para obter matéria prima para os seus estudos, empreendeu expedições zoológicas para o Mar Mediterrâneo e pelas costas da Escócia.
No início, interessou-se principalmente pelos invertebrados, porém rapidamente passou a estudar os animais vertebrados. Para estudar os embriões dos mamíferos, foi um dos primeiros a introduzir técnicas microscópicas, incluindo fixação, corte e coloração.
Suas principais contribuições foram no domínio da histologia, secundariamente na zoologia e embriologia. Foi ele quem demonstrou, por exemplo, a diferença entre os músculos lisos e estriados.
Entre as suas contribuições na histologia encontra-se o estudo dos músculos lisos e estriados, da pele, dos ossos, dos dentes, dos vasos sanguíneos e das vísceras.
Em 1850 escreveu um grande manual de anatomia microscópica.
A sua principal contribuição refere-se ao estudo do sistema nervoso. Em 1845, por exemplo, enquanto morava em Zurique, ele teve êxito ao demonstrar a relação entre as fibras nervosas e os neurônios.
Foi ele que teve a ideia de diferenciar a fisiologia da anatomia. Igualmente provou que os cromossomos estavam implicados com a herança genética, e que os espermatozoides eram células.
Todas as contribuições científicas lhe valeram honrarias. Anteriormente era conhecido simplesmente como Kolliker, porém o título von foi acrescentado ao seu nome. Tornou-se membro de sociedades científicas em diversos países: na Inglaterra, que visitou várias vezes, era altamente considerado, tornando-se membro estrangeiro da Royal Society em 1860 e, em 1897, recebeu o mais alto sinal de consideração com a Medalha Copley. Recebeu também a Medalha Linneana em 1902.

## Publicações selecionadas
- Verzeichniss der Phanerogamischen Gewächse des Cantons Zürich, 1839 (doi:10.7891/e-manuscripta-32362)
- Beiträge zur Kenntniß der Geschlechtsverhältnisse und der Samenflüssigkeit wirbelloser Thiere. Logier, Berlim 1841. (Online) (Também versão impressa do Phil. Diss. Zurich 1841).
- Observationes de prima insectiorum genesi adiecta articulatorum evolutionis cum vertebratorum. Zeller, Zürich 1842. (Online)
- Untersuchungen uber die Bedeutung der Samenfaden, 1842
- Entwicklungsgeschichte der Tintenfische, 1844
- Berichte von der kgl. zootomischen Anstalt zu Würzburg. Zweiter Bericht für das Schuljahr 1847/48. Leipzig 1849.
- Handbuch der Gewebelehre des Menschen. Engelmann, Leipzig 1889. (Online)
- Die Eruption des Aetna von 1852. In: Verhandlungen der Physikalisch-Medizinischen Gesellschaft zu Würzburg. Volume 4, 1854, S. 37–43.
- Entwicklungsgeschichte des Menschen und der höheren Thiere. Akademische Vorträge von Albert Kölliker. Engelmann, Leipzig 1861 (Digitalisat und Volltext im Deutschen Textarchiv)
- Zur Geschichte der medizinischen Fakultät an der Universität Würzburg. Rede zur Feier des Stiftungstages der Julius-Maximilians-Universität Würzburg. Würzburg 1871.
- Über die Darwin’sche Schöpfungstheorie (Vortrag 1864 in Würzburg). In: Zeitschrift für wissenschaftliche Zoologie. Volume 14, 1864, S. 174–186 (também como impressão especial de Wilhelm Engelmann, Leipzig 1864, 15 páginas)
- Die normale Resorption des Knochengewebes und ihre Bedeutung für die Entstehung der typischen Knochenformen. F. C. W. Vogel, Leipzig 1873. (Online)
- Grundriß der Entwicklungsgeschichte des Menschen und der höheren Tiere. 1880.
- Die Bedeutung der Zellenkerne für die Vorgänge der Vererbung. In: Zeitschrift für wissenschaftliche Zoologie. Volume 45, 1885, S. 1–46.
- Erinnerungen aus meinem Leben. Engelmann, Leipzig 1899.
- Zur Erinnerung an Rudolf Virchow. In: Anatomischer Anzeiger. Volume 22, 1902, S. 59–62.